# St. Johannes der Täufer und St. Michael (Bągart)

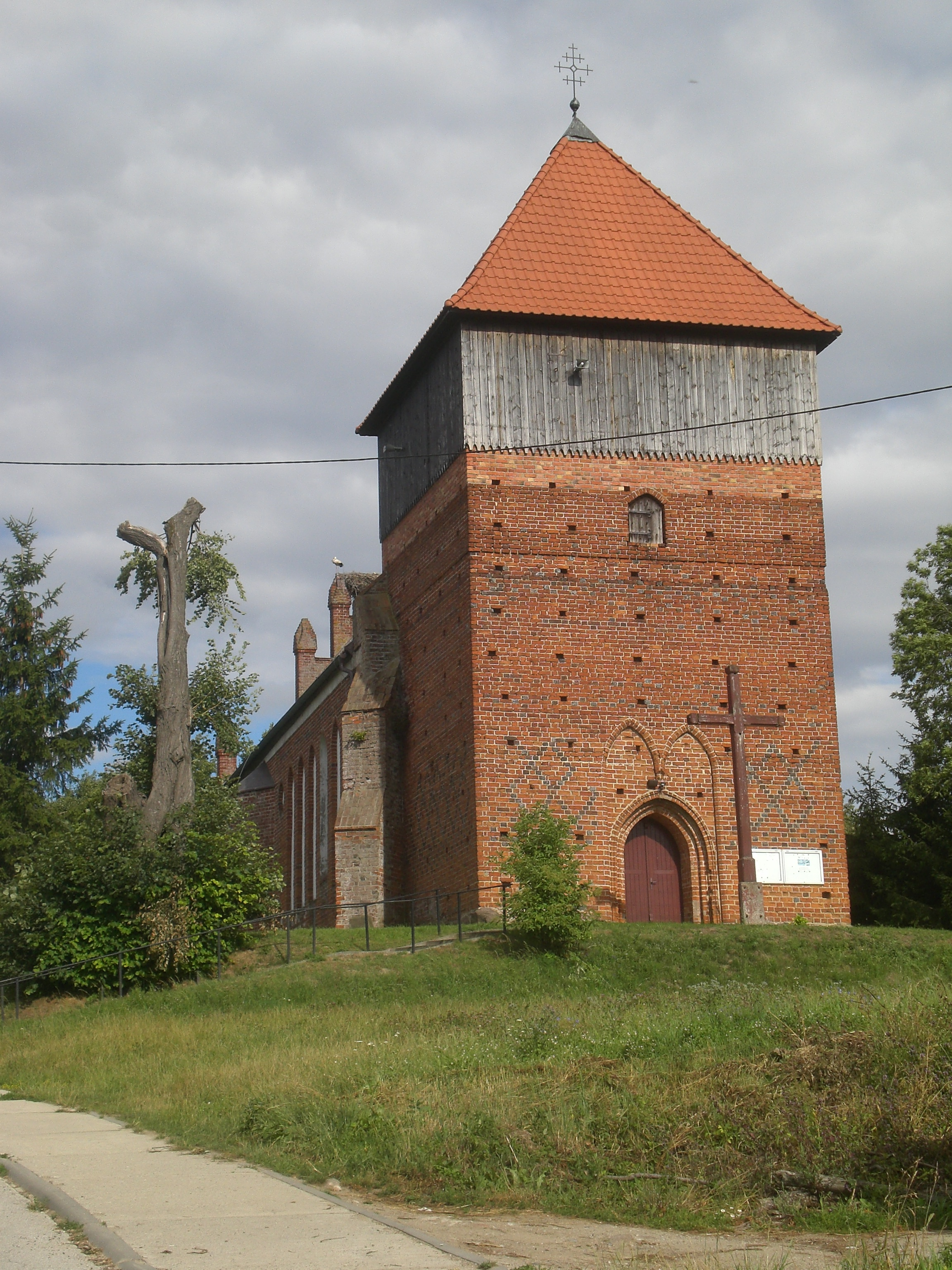
Kirche in Bągart

Die Kirche St. Johannes der Täufer und St. Michael (polnisch kościół pw. św. Jana Chrzciciela i św. Michała) in Bągart (Baumgarth) in der Stadt-und-Land-Gemeinde (gmina miejsko-wiejska) Dzierzgoń (Christburg) im Powiat Sztumski (Stuhmer Kreis) der polnischen Woiwodschaft Pommern stammt aus der Zeit des Deutschen Ordens.

## Geschichte
Das Dorf Baumgarth wurde 1310/11 gegründet. Bei einer Vermessung von 1354 gehörten der Kirche vier von den festgestellten 91 Hufen. Um diese Zeit wurde der Bau der Kirche begonnen. In einer ersten Bauphase wurde der östliche Abschnitt mit den Seitenkapellen, in einer zweiten Bauphase der westliche Abschnitt mit dem Turm erbaut, was durch eine Vertikalfuge westlich der Kapellen angezeigt wird.
Mit der Übernahme der Reformation wurde die Kirche ein evangelisches Gotteshaus als Filiale der Pfarrei Christburg. Nach einem Brand 1794 wurde zunächst nur das Langhaus wiederaufgebaut. 1905 wurde ein neuer Ostgiebel gebaut, 1930 der Turm aufgestockt.
Bis 1945 gehörte die Kirchengemeinde zum Kirchenkreis Marienwerder in der Kirchenprovinz Ostpreußen der Evangelischen Kirche der altpreußischen Union. Mit der polnischen Übernahme der Region wurde die Kirche römisch-katholisch. Im Jahr 1989 wurde Bągart wieder eine eigenständige Pfarrei, und im Jahr 2020 wurde die 700-Jahr-Feier der Kirche begangen.

## Bauwerk
Die Kirche ist ein stattlicher Bau mit reicher Blendengliederung mit Strebepfeilern nur an den Kanten. Die Südseite hat eine Abfolge von spitzbogigen Fenstern und Blenden. Im Osten befindet sich ein Mittelfenster, das von je zwei Blenden flankiert ist. Die Nordseite ist fensterlos mit durchlaufender Blendengliederung. Der Bogenabschluss der Fenster und Blenden des östlichen Abschnitts ist mit einem Band und einem Kreuz aus schwarzem Backstein gestaltet. In der Mitte der Längsseiten treten schmale Kapellennischen als strebepfeilerartige Gebilde nach außen vor. Die Kirche hat gegenüberliegende Portale im Norden und Süden, die im Inneren von spitzbogigen Blenden überfangen sind. Die mittelalterliche Sakristei befand sich vermutlich im Nordosten des Innenraums, wo sich heute ein kleines spitzbogiges Fenster in der Chorwand befindet. Die Vorhalle in der Mitte der Südseite ist mit dem westlichen Teil des Langhauses verzahnt und schließt an den östlichen Teil mit einer Vertikalfuge an. Die Vorhalle hat ein rundbogiges, profiliertes Portal und im Inneren an der Nord- und Südseite je zwei Nischen, die von einem profilierten Segmentbogen abgeschlossen werden. Der mit dem Langhaus verzahnte Westturm ist bis knapp über die Traufhöhe erhalten. Das reich profilierte, spitzbogige Portal im Westen ist von einer gekuppelten spitzbogigen Blende überfangen. Im unteren Abschnitt hat das Erdgeschoss ein Muster aus schwarz gebranntem Backstein. In Traufhöhe des Langhauses hat der Turm ein eingetieftes Putzband. Der Vorhallengiebel ist ein dreiachsiger Staffelgiebel mit durchlaufenden Spitzbogenblenden, wobei die Stufen durch ein Putzband abgeschlossen sind. Auf den seitlichen Stufen sitzen zwei, auf der mittleren Stufe drei Zinnen.